# Edmund Kemper
Edmund Emil Kemper III (Burbank, California; 18 de diciembre de 1948), más conocido como Ed Kemper, es un asesino en serie estadounidense al que se conoce también como El asesino de las colegialas (Co-ed killer en inglés), que estuvo activo en la década de 1970.

## Infancia y juventud
Hijo de Edmund Emil Kemper Jr. y de Clarnell Stage, Edmund Kemper desarrolló un comportamiento psicopático desde muy joven: torturaba y asesinaba a animales, representaba rituales sexuales con las muñecas de sus hermanas cuando se enfadaba con ellas y les rompía sus juguetes a modo de venganza hacia ellas, desmembraba y decapitaba muñecas. Llegó a decir que, para besar a una maestra por la que se sentía atraído, tendría que matarla previamente.
Si ya de por sí Kemper era extraño, su madre -de la que se sospecha tenía trastorno límite de la personalidad- le obligaba a dormir en el sótano por temor a que su hijo abusara de sus hermanas, algo que molestó a Edmund.  
Lo alimentaba con cabezas de pescado.
El 27 de agosto de 1964, a los 15 años, Edmund tiroteó a su abuela - con la que vivía en un rancho de unas 7 hectáreas - mientras ésta estaba terminando su último libro para niños. Pero la cosa no acabó ahí, porque cuando llegó su abuelo también lo mató. Acto seguido, llamó a su madre y la instó a que avisara a la policía, pues había matado a sus abuelos. Las declaraciones que dio a los agentes fueron las siguientes: él "sólo quería ver qué se sentía al asesinar a su abuela", y mató a su abuelo porque sabía que se enfadaría por haber matado previamente a la abuela.
El quinceañero fue internado en el Hospital Estatal de Atascadero y, además de hacerse amigo de su psicólogo, se convirtió en su asistente. Gracias a su inteligencia, ganó hasta tal punto la confianza del doctor que se le permitió el acceso a las pruebas aplicadas a otros internos. Gracias al aprendizaje que obtuvo de estas pruebas, impresionó a su médico y consiguió el alta -algo muy cuestionado por otros médicos-, y demostró después que había sellado para siempre su historial juvenil. Una vez libre, se fue a vivir con su madre a Santa Cruz (California).[cita requerida]

## Asesinatos
Kemper -de 2,06 m y más de 120 kg- trabajó en diversos sitios hasta llegar al Departamento Californiano de Transporte, en aquella época conocido como el Departamento de Obras Públicas en la División de Carreteras en el Distrito 4.
Entre mayo de 1972 y febrero de 1973, Kemper mató a diversas estudiantes que encontraba en la autopista, a las cuales llevaba a zonas rurales aisladas para matarlas -acuchillándolas, con arma de fuego o asfixia- y después trasladarlas a su apartamento donde practicaba necrofilia para posteriormente desmembrar los cuerpos. Usualmente, arrojaba los cuerpos desmembrados a barrancos o los sepultaba en campos, pero en cierta ocasión enterró la cabeza de una víctima -de 15 años- en el jardín de su madre en una especie de broma divertida: él señaló que ella "siempre quiso que las personas la admiraran". Asesinó a 6 colegialas, incluyendo dos estudiantes de la Universidad de California -donde trabajaba su madre- y una del Cabrillo College. Reveladoramente, cometía los asesinatos después de discutir con su madre.
En abril de 1973, Kemper golpeó repetida y violentamente a su madre hasta matarla con un martillo de zapatero mientras ésta dormía. La decapitó, violó su cabeza - la cual usó como diana - y arrojó sus cuerdas vocales al triturador de la cocina. En su declaración, Kemper dijo que "eso parecía apropiado, tanto como ella me maldijo, gritó y chilló por muchos años". Finalmente comió parte de sus órganos y durmió cuatro noches con el cuerpo en estado de putrefacción. También invitó a casa a una de las mejores amigas de su madre -ajena a lo que había ocurrido- y la estranguló.
Se dirigió con el coche hacia el este, sin escuchar en la radio ninguna noticia sobre sus asesinatos. Desilusionado, frenó y llamó a la policía para confesar que él era El asesino de las colegialas. Les confesó qué había hecho y donde podían encontrarle, además de reconocer su necrofilia y canibalismo.
Durante su juicio alegó locura, aunque fue hallado culpable de ocho cargos por asesinato. Pidió la pena capital, pero al estar suspendida en Estados Unidos en aquel momento, recibió la cadena perpetua. Actualmente es uno de los presos de la Prisión Estatal de Vacaville.[cita requerida]

### Víctimas conocidas de Ed Kemper
- Maude M. Hughey Kemper (66) - 27 de agosto de 1964
- Edmund Emil Kemper (72) - 27 de agosto de 1964
- Mary Anne Pesce (18) - 7 de mayo de 1972
- Anita Luchessa (18) - 7 de mayo de 1972
- Aiko Koo (15) - 14 de septiembre de 1972
- Cindy Schall (19) - 8 de enero de 1973
- Rosalind Thorpe (23) - 5 de febrero de 1973
- Alice Liu (21) - 5 de febrero de 1973
- Clarnell Strandberg (52) - 21 de abril de 1973
- Sally Hallett (59) - 21 de abril de 1973

## Libros
- Cheney, Margaret, Why: The Serial Killer in America. R&E Publishers: Saratoga, CA (1992). (Reedición de The Co-Ed Killer. Walker and Company: New York, NY (1976). ISBN 0-8027-0514-6.)
- Damio, Ward, Urge to Kill. Pinnacle Books: New York, NY (1974). ISBN 0-523-00380-3. (Discusses Kemper plus two contemporary Santa Cruz killers: John Linley Frazier and Herbert W. Mullin)
- Leyton, Elliott, Hunting Humans: The Rise Of The Modern Multiple Murderer. McClelland & Stewart (2005). ISBN 0-7710-5025-9 (un capítulo entero sobre Kemper)
- Ressler, Robert K., Whoever Fights Monsters: My Twenty Years Tracking Serial Killers for The FBI (alrededor de 20 páginas sobre Kemper).
- West, Don, Sacrifice Unto Me. Pinnacle Books: New York, NY (1974). ISBN 0-515-03335-9. (Historia de Kemper y Herbert W. Mullin)
- Douglas, John, Mind Hunter. Pocket Books: New York, NY (1995). ISBN 0-671-52890-4.
- Lawson, Christine Ann (2002). Understanding the Borderline Mother -- Helping Her Children Transcend the Intense, Unpredictable, and Volatile Relationship. Jason Aronson, 129-131,136,139,141,144,278. ISBN 0-7657-0331-9.

## Películas y series sobre Kemper
- The Head Hunter[6] (2016): El actor británico Tom Durant Pritchard interpreta a Edmund Kemper, en la película de producción estadounidense, dirigida por Tom Keeling, que se ambienta en California, en 1972. Se trata de la primera entrega de la trilogía Serial Thriller, que también repasa las historias de Ted Bundy y Stephen Peter Morin.[7]
- Mindhunter (2017): La serie de Netflix, creada por Joe Penhall y con producción ejecutiva de David Fincher, presenta en los episodios 2, 3 y 10 de la primera temporada a Edmund Kemper, interpretado por Cameron Britton, en entrevistas con el agente de la FBI Holden Ford (Jonathan Groff).[8] Se basa en el libro Cazador de mentes: dentro de la unidad de élite de crímenes seriales del FBI, de Mark Olshaker y del exagente John E. Douglas, pionero en desarrollar perfiles psicológicos en la FBI.[9]
- Inside the Mind of a Serial Killer (2018) Miniserie de TV documental, dirigida por Matthew Watts que dedica un capítulo a Ed Kemper, complementada con recreaciones y entrevistas.
- The Co-ed Killer (2021): Documental dirigido por John Owens que repasa sus orígenes familiares, con imágenes de archivo y entrevista a policías involucrados con la investigación, así como a psiquiatras forenses que están especializados en la temática. También reproduce cintas con entrevistas al propio homicida en serie.
- Otra referencia se puede encontrar en el anime Monster (2004), basado en él, un asesino de colegialas de más de dos metros, en la serie se llama Jurgens.

- Otra referencia se puede encontrar en The Simpsons, en La casita del horror VII, donde se ve a Hugo Simpson, hermano gemelo de Bart Simpson, el cual está obligado a dormir en el ático y comer cabezas de pescado.
- Ed Kemper (2025) largometraje que recrea su vida y crímenes, dirigido por Chad Ferrin y protagonizado por Lew Temple.